# 藤原得郎
藤原得郎（日语：／ Fujiwara Tokurō，1961年4月7日－)，日本游戏设计师和游戏制作人。职员名单中多被称作“Professor F”。

## 人物
藤原1982年从大阪设计师专业学校毕业，并加入科乐美工业株式会社（现：科乐美控股株式会社），并参与了《Pooyan》的工作。1983年，他和岡本吉起一起从科乐美退出并加入卡普空，之后连续创作了街机游戏《战场之狼》和《魔界村》等。藤原之后长期担任担任游戏机部门开发部长职务，并制作洛克人系列和魔界村系列等100多部作品，1996年藤原离开卡普空，创立Whoopee Camp并担任总裁。1998年5月，Whoopee Camp和索尼电脑娱乐共同创立Deep Space，他担任執行製作人。2005年藤原重新加入卡普空，至2009年因健康問題再度离开。

## 主要作品
- Pooyan（1982年、科乐美、街机）
- ロックンロープ（日语：ロックンロープ）（1983年3月、科乐美、街机）
- バルガス（日语：バルガス (ゲーム)）（1984年5月、卡普空、街机）
- ひげ丸（日语：ひげ丸）（1984年9月、卡普空、街机）
- 戰場之狼（1985年5月、卡普空、街机）
- 魔界村（1985年、卡普空、街机）總監
- ラッシュ&クラッシュ（日语：ラッシュ&クラッシュ）（1986年9月、卡普空、街机）
- トップシークレット（日语：トップシークレット (ゲーム)）（1987年3月、卡普空、街机）
- HIGEMARU 魔界島 七つの島大冒険（日语：魔界島 七つの島大冒険）（1987年4月14日、卡普空、FC）建议经理
- 虎への道（日语：虎への道）（1987年、卡普空、街机）
- 大魔界村（1988年、卡普空、街机）
- 洛克人2：威利博士之謎（1988年12月24日、卡普空、FC）製作人
- 出擊飛龍（1989年3月7日、卡普空、街机）规划顾问
- マルサの女（日语：マルサの女 (ゲーム)）（1989年9月19日、卡普空、FC）主任
- 甜蜜之家（1989年12月15日、卡普空、FC）特别感谢
- 2010 街頭霸王（1990年8月8日、卡普空、FC）执行制作人
- 洛克人3：威利博士的末期！？（1990年9月28日、卡普空、FC）制作人
- 梦之勇士1990年12月7日、卡普空、FC）执行制作人
- 吞食天地II 諸葛孔明傳（1991年4月5日、卡普空、FC）游戏设计
- 超魔界村（1991年10月4日、卡普空、SFC）制作人
- 洛克人4：新的野心！！（1991年12月6日、卡普空、FC）制作人
- ミッキーのマジカルアドベンチャー（日语：ミッキーのマジカルアドベンチャー）（1992年11月20日、卡普空、SFC）执行顾问
- 洛克人5：布魯斯的陷阱！？（1992年12月4日、卡普空、FC）制作人
- 洛克人6 史上最大戰爭！！（1993年11月5日、卡普空、FC）制作人
- アラジン（1993年11月26日、卡普空、SFC）顾问
- 洛克人X（1993年12月17日、卡普空、SFC）制作人
- 洛克人足球（1994年3月25日、卡普空、SFC）
- 洛克人X2（1994年12月16日、卡普空、SFC）制作人
- 洛克人7 宿命的對決！（1995年3月24日、卡普空、SFC）制作人
- 洛克人X3（1995年12月1日、卡普空、SFC）制作人
- 生化危机（1996年3月22日、卡普空、PS）ゼネラル制作人
- オレっ! トンバ（日语：オレっ!トンバ）（1997年12月25日、Whoopee Camp、PS）ディレクター、制作人ほか
- トンバ! ザ・ワイルドアドベンチャー（日语：トンバ! ザ・ワイルドアドベンチャー）（1999年10月28日、Whoopee Camp、PS）チーフ制作人、游戏设计
- EXTERMINATION（日语：EXTERMINATION）（2001年3月8日、SCE、PS2）执行制作人
- ハングリィ ゴースト（日语：ハングリィ ゴースト）（2003年7月31日、SCE、PS2）执行制作人、主任
- 極魔界村（2006年8月3日、卡普空、PSP）指导，规划
- 瘋狂世界（2010年2月10日、Spike、Wii）原游戏设计
- 經典回歸 魔界村（2021年2月25日、卡普空、NS）總監